# Enrique Álvarez del Castillo
Enrique Álvarez del Castillo Labastida (Guadalajara, Jalisco; 23 de noviembre de 1923-Guadalajara, 3 de mayo de 2006) fue un político y abogado mexicano miembro del Partido Revolucionario Institucional. Se desempeñó como gobernador de Jalisco, ministro de la Suprema Corte de Justicia de la Nación y procurador general de la República durante la administración de Carlos Salinas de Gortari.
Cursó la licenciatura en Derecho en la Universidad Nacional Autónoma de México (UNAM) de 1942 a 1947. Ocupó diversos cargos a nivel federal, entre ellos, director general del Banco Nacional de Obras y Servicios Públicos (Banobras), de 1991 a 1993; secretario general del Instituto Mexicano del Seguro Social, gerente general de la Compañía de Luz y Fuerza del Centro y diputado federal en la L Legislatura (1976-1979) por el distrito electoral 24 de la Ciudad de México.

## Controversias
En su libro Los señores del narco, la periodista Anabel Hernández señala que Álvarez del Castillo, durante su mandato como gobernador de Jalisco (1983-1988), protegió al Cártel de Guadalajara (después conocido como Cártel de Sinaloa):

A principios del sexenio de Miguel de la Madrid, la fuerte actividad del narcotráfico en Jalisco, reflejada en grandes inversiones en hoteles, restaurantes, desarrollos inmobiliarios, casas de cambio y lotes de autos, era solapada por el gobernador del estado, Enrique Álvarez del Castillo, y tolerada por la sociedad: no existía reflector alguno que hiciera visible el fenómeno; tampoco había violencia.

Asimismo señala que el presidente Carlos Salinas de Gortari lo nombró procurador de la República, a pesar de su mala relación con Estados Unidos a raíz del homicidio del agente de la Administración para el Control de Drogas (DEA), Enrique Camarena Salazar, ocurrido durante su mandato: 

Ante sus narices se había extendido el cártel de Guadalajara inyectando dinero al Estado por medio de inversiones inmobiliarias y empresariales. Aquéllos fueron los años dorados de Miguel Ángel Félix Gallardo, así como de Ernesto Fonseca Carrillo (Don Neto), y sus protegidos: su sobrino Amado Carrillo y su hijo putativo Rafael Caro Quintero.

En mayo de 1991, Álvarez del Castillo dejó la Procuraduría General de la República y fue sustituido por Ignacio Morales Lechuga, quien renunciaría al cargo en 1993.